# Гальярди, Пеппино
Пеппи́но Галья́рди (итал. Peppino Gagliardi; 25 мая 1940 — 9 августа 2023) — итальянский певец и автор песен.

## Биография
Мальчик в раннем возрасте сам научился играть на аккордеоне и летними вечерами развлекал соседей на улице самобытными вариациями на темы неаполитанских песен. Все в один голос пророчили чудо-ребёнку карьеру великого аккордеониста. Вскоре Пеппино с лёгкостью освоил и фортепьяно. Подростком он создал группу I Gagliardi (игра слов: можно перевести как «Смельчаки»), которая с успехом выступала в Неаполе и окрестных селениях. В это же время он начал писать песни, в основном на стихи своего друга Гаэтано Амендола. Юный поэт писал по-итальянски и на родном неаполитанском диалекте.
В начале 1960-х годов Пеппино Гальярди начал работать с неаполитанской фирмой звукозаписи «Zeus» (ит.). В 1963 году он записал песню «A voce 'e mamma», а первый успех на национальном уровне ему принесла песня «T’amo e ti amerò», вышедшая в 1965 году на диске в 45 оборотов. Слушателям, особенно молодым, сразу пришлись по душе как естественная и искренняя манера исполнения, так и сама песня, которую Гальярди написал на стихи того же Гаэтано Амендола. Позднее эту песню исполняли и другие певцы, в том числе такие известные, как Литтл Тони и Пеппино Ди Капри. К слову сказать, коммерческий успех пластинки настроил фирму «Zeus» выпускать пластинки никому не известных молодых неаполитанцев, и вскоре там стал записываться Массимо Раньери.
В шестидесятых годах Гальярди несколько раз участвовал в Неаполитанском фестивале (итал. Festival di Napoli). Исполнял в основном свои песни, некоторые писал в сотрудничестве с маститыми уже Доменико Модуньо и Роберто Муроло. С 1965 года он регулярно участвовал в фестивалях Сан-Ремо, Disco per l’estate. Не побеждал, но запомнился публике. Слушатели полюбили его за непосредственность и открытость, кажется, что он не исполняет выученную и отрепетированную песню, а просто поёт о том, что думает и чувствует сейчас. Особенно большое впечатление в те годы произвела на публику песня «Se tu non fossi qui», которую певец исполнил на фестивале Сан-Ремо в 1969 году, сжимая в руке распятье. Песня популярна до сих пор, её пели и другие певцы, особенно она известна в исполнении Мины.
В 1968 году Пеппино Гальярди записывает песню «Che vuole questa musica stasera», которая вошла в известный фильм Дино Ризи «Запах женщины». Эта песня до сих пор очень популярна не только в Италии, но и за рубежом. В 2004 году она заняла второе место в списке лучших песен мира по опросу радиослушателей Японии.
В шестидесятых годах Гальярди сменил несколько фирм звукозаписи, в поисках творческой свободы отказываясь писать и исполнять песни, рассчитанные лишь на сиюминутный коммерческий успех. Он решил сосредоточиться на создании новых песен в соавторстве с Гаэтано Амедола и Роберто Муроло. Началом нового этапа творчества Гальярди считается вышедшая в 1970 году песня «Settembre». Большой успех в 1970-х годах принесли ему и песни «Gocce di Mare», «Ti amo così», «Sempre sempre», «Come un ragazzino», «La Ballata dell’uomo in più». Он успешно участвует в конкурсах и концертах. Пресса определяет манеру Гальярди как «нервную» и к нему надолго приклеивается определение «певец нервной любви».
Два раза занимал вторые места на Фестивале в Сан-Ремо: в 1971 году с песней «Come le viole» и в 1972 с песней «Come un ragazzino».
В 1974 году вышли два альбома: «Vagabondo della Verità» и «Quanno figlieto chiagne e vo' cantà , cerca int’a sacca… e dalle a libbertà», оба пользуются большим успехом у публики, их благожелательно оценивают критики.
Вскоре выходит альбом «Quanno figlieto chiagne e v cantà , cerca int’a sacca… e dalle a libbertà», в который вошли песни, написанные композитором на стихи неаполитанских поэтов. Большого коммерческого успеха он не имел, но многие песни из этого альбома охотно исполняют и современные певцы, не только неаполитанские.
В 1975 году Пеппино Гальярди создал собственную фирму звукозаписи, PG Records, выпустил альбомы «Momenti» и «La musica la gente ed Io», отмеченные поисками нового звучания. В 1975 году вышел альбом «Avrei voluto scriverle io», где Пеппино Гальярди с большим искусством и прежней детской непосредственностью исполняет классические неаполитанские песни.
С 1976 года вёл, вместе с Бруно Лауци, развлекательную телепередачу «Bim, bum, bam» на втором канале итальянского телевидения.
В 1996 году Пеппино Гальярди перерабатывал песню «Pecchè nun ce ne jammo in America», которая становится очень популярной в исполнении Итальянского оркестра Ренцо Арборе.
В 1990-х годах серьёзные проблемы со здоровьем лишают его возможности выступать, но он продолжал писать песни и помогать своему сыну, Массимилиано Гальярди, который стал пианистом. В 2003 году в честь сорокалетия творческой деятельности он провёл серию концертов, пел под аккомпанемент сына. Переиздаются самые яркие его альбомы, выпускаются сборники лучших песен.
Голос Пеппино Гальярди примечателен гибкостью и мягким тембром. Его относят к певцам мелодической школы, наряду с Никола ди Бари и Пеппино Ди Капри, хотя его манера пения заметно от них отличается. Певец прекрасно играет и аккомпанирует себе на гитаре, пианино, аккордеоне. Как композитор Пеппино Гальярди достойно продолжил традиции классической неаполитанской песни.
Этот обаятельный, с большим чувством юмора талантливый музыкант никогда не был номер 1 в Италии, но его ценят и любят многие, особенно в южных регионах и в родном Неаполе.
В 2015 году песня «Che vuole questa musica stasera» вошла в оригинальный саундтрек к фильму «Агенты А.Н.К.Л».
Умер 9 августа 2023 года в Неаполе, Италия.

## Дискография
- См. «Peppino Gagliardi § Discografia» в итальянском разделе.